# Jans
Pour les articles homonymes, voir Jans (homonymie).
Jans [ʒɑ̃s]  est une commune de l'Ouest de la France, située dans le département de la Loire-Atlantique, en région Pays de la Loire.

## Géographie

Situation de la commune de Jans dans le département de la Loire-Atlantique

Jans est située à 50 km au nord de Nantes, tout près (2,5 km) de la voie express Nantes-Rennes.
La rivière le Don traverse la commune.
| Derval         | Lusanger | Saint-Vincent-des-Landes |
|                | Jans     | Treffieux                |
| Marsac-sur-Don | Nozay    |                          |

### Climat
Pour des articles plus généraux, voir Climat des Pays de la Loire et Climat de la Loire-Atlantique.
En 2010, le climat de la commune est de type climat océanique franc, selon une étude du CNRS s'appuyant sur une série de données couvrant la période 1971-2000. En 2020, Météo-France publie une typologie des climats de la France métropolitaine dans laquelle la commune est exposée à un climat océanique et est dans la région climatique  Bretagne orientale et méridionale, Pays nantais, Vendée, caractérisée par une faible pluviométrie en été et une bonne insolation. 
Pour la période 1971-2000, la température annuelle moyenne est de 11,9 °C, avec une amplitude thermique annuelle de 13,5 °C. Le cumul annuel moyen de précipitations est de 731 mm, avec 12,3 jours de précipitations en janvier et 5,9 jours en juillet. Pour la période 1991-2020, la température moyenne annuelle observée sur la station météorologique de Météo-France la plus proche, sur la commune de Blain à 20 km à vol d'oiseau, est de 12,1 °C et le cumul annuel moyen de précipitations est de 837,6 mm,. Pour l'avenir, les paramètres climatiques de la commune estimés pour 2050 selon différents scénarios d'émission de gaz à effet de serre sont consultables sur un site dédié publié par Météo-France en novembre 2022.

## Urbanisme

### Typologie
Au 1er janvier 2024, Jans est catégorisée commune rurale à habitat dispersé, selon la nouvelle grille communale de densité à sept niveaux définie par l'Insee en 2022.
Elle est située hors unité urbaine. Par ailleurs la commune fait partie de l'aire d'attraction de Nantes, dont elle est une commune de la couronne,. Cette aire, qui regroupe 116 communes, est catégorisée dans les aires de 700 000 habitants ou plus (hors Paris),.

### Occupation des sols
L'occupation des sols de la commune, telle qu'elle ressort de la base de données européenne d’occupation biophysique des sols Corine Land Cover (CLC), est marquée par l'importance des territoires agricoles (93,6 % en 2018), une proportion sensiblement équivalente à celle de 1990 (93,8 %). La répartition détaillée en 2018 est la suivante : 
terres arables (72,5 %), zones agricoles hétérogènes (12,2 %), prairies (8,9 %), zones urbanisées (3,7 %), forêts (2,7 %). L'évolution de l’occupation des sols de la commune et de ses infrastructures peut être observée sur les différentes représentations cartographiques du territoire : la carte de Cassini (XVIIIe siècle), la carte d'état-major (1820-1866) et les cartes ou photos aériennes de l'IGN pour la période actuelle (1950 à aujourd'hui).

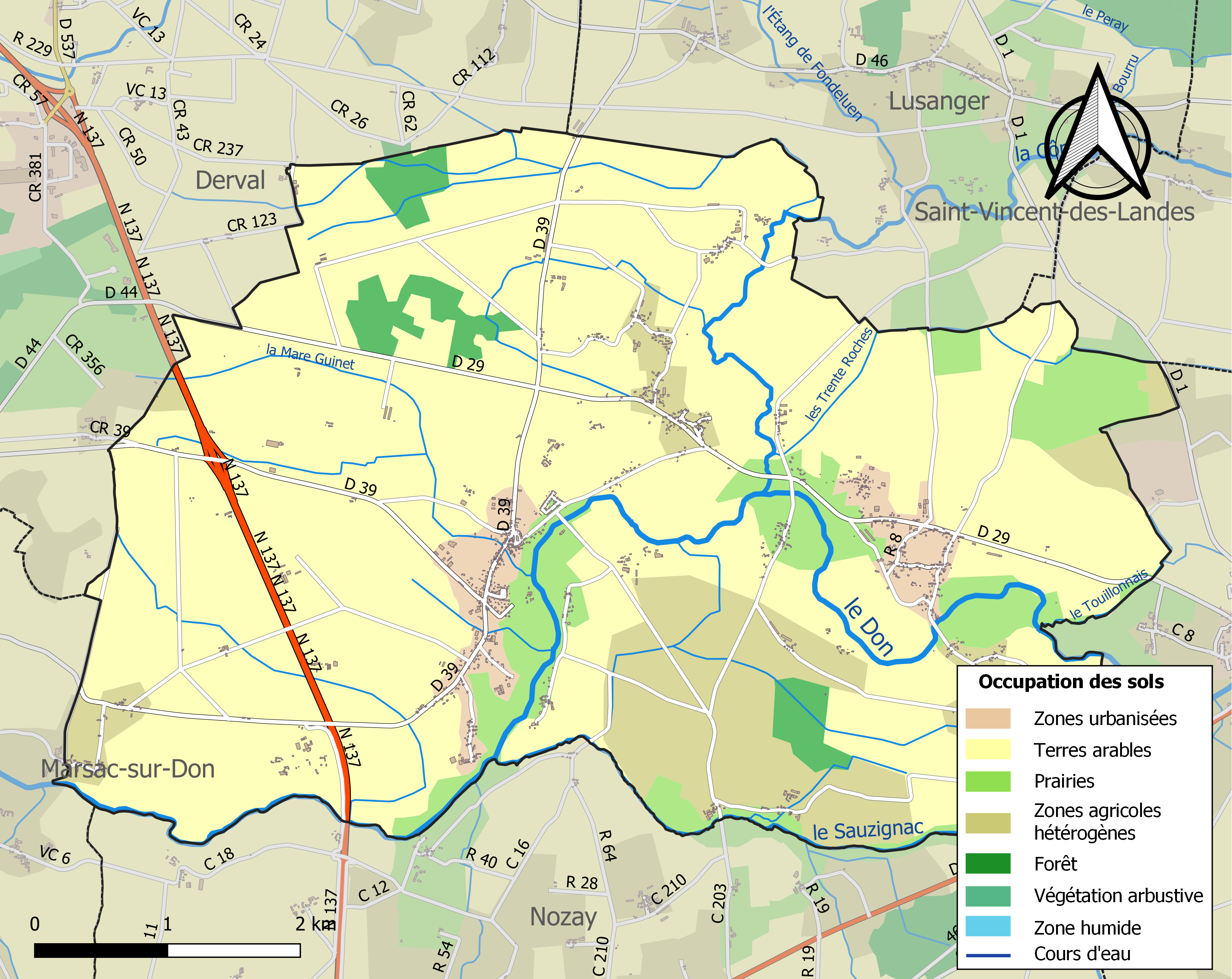
Carte des infrastructures et de l'occupation des sols de la commune en 2018 (CLC).

## Toponymie
Le nom de la localité est attesté sous les formes Janz en 1080, Hentiacum  en 1123, Jans en 1287, Geanx en 1294.
Jans vient, semble-t-il, du nom Jehan. Jans est un nom de famille assez répandu, il représente un dérivé de jean avec l's du génitif fort, marquant la filiation, c'est-a-dire le « fils de jean ».[réf. nécessaire]
Jans possède un nom en gallo, la langue d'oïl locale, écrit Jan ou Jaon selon l'écriture ABCD, ou Jaun ou Jaûn selon l'écriture MOGA. En gallo, le nom de la commune se prononce [ ʒɑ̃ː] ou [ ʒɛ̃w].
Un nom en breton a été inventé à la fin du XXe siècle : Hentieg.

## Histoire
Jans et ses environs ont été évangélisés par les jumeaux Dulien et Dulcien, qui font partie des nombreux saints Bretons. Une chapelle leur est toujours dédiée au lieu-dit Le Trépas. L'on ignore si l'origine du nom coïncide avec un culte de la mort ou si le nom du hameau est lié au Breton tre qui signifie passage, étant donné qu'il y a un passage à gué près de la chapelle. Celle-ci, de fondation très ancienne, a été redressée au XIXe siècle après la Révolution.[réf. nécessaire]

## Emblèmes

### Héraldique
| Blason | Blasonnement : De vair écartelé d'hermine, à l'écusson de gueules en cœur à une fleur de lys d'or. Commentaires : l'hermine évoque le blasonnement d'hermine plain de la Bretagne, rappelant l'appartenance passée de la ville au duché de Bretagne. Blason conçu par l'héraldiste Michel Pressensé (délibération municipale en 1995). |

### Devise
La devise de Jans : Vif a tout heurt.

## Politique et administration

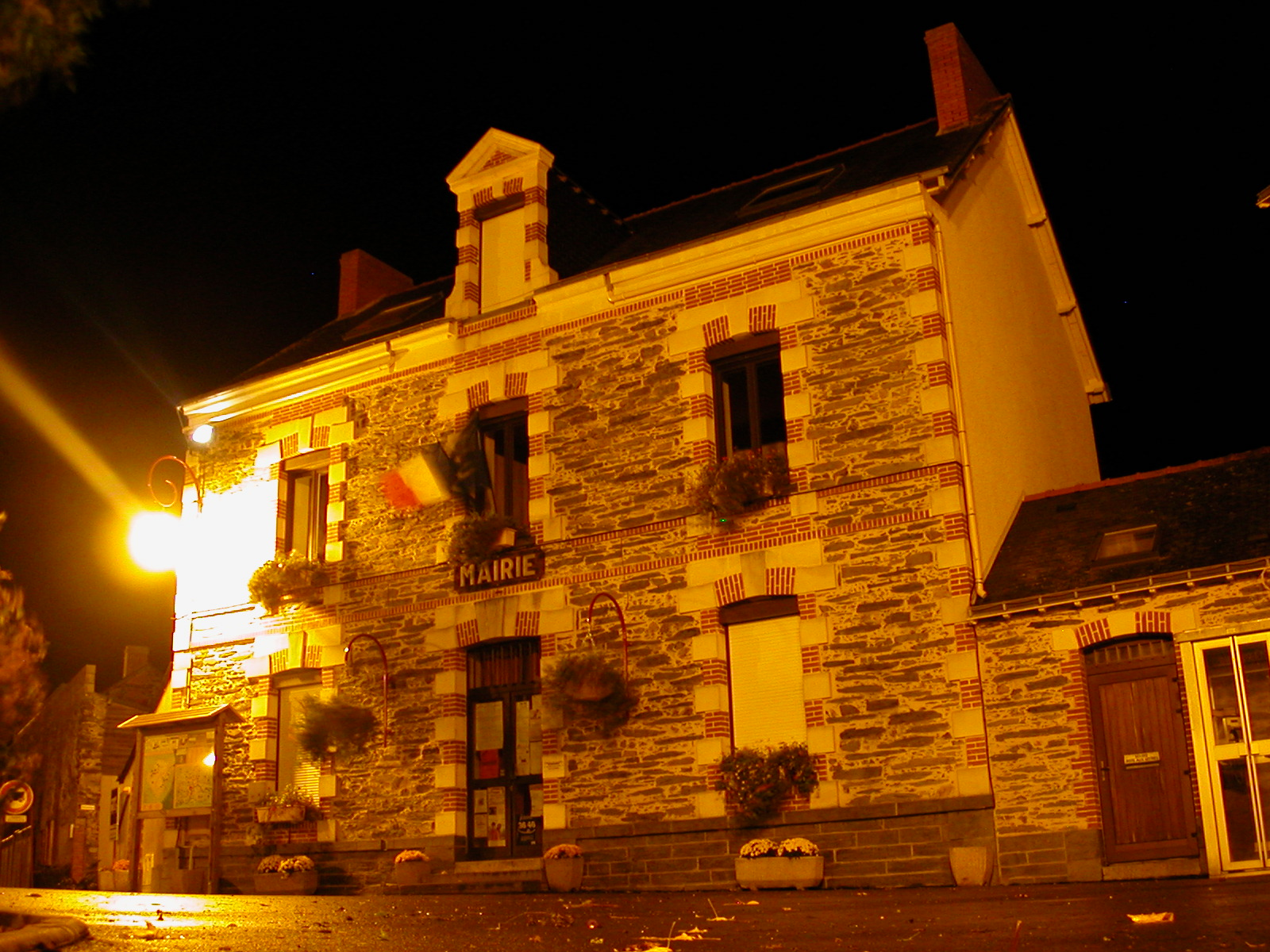
Mairie de Jans.

| Période                                  | Période      | Identité              | Étiquette | Qualité                                               |
| ---------------------------------------- | ------------ | --------------------- | --------- | ----------------------------------------------------- |
| Les données manquantes sont à compléter. |              |                       |           |                                                       |
| décembre 1944                            | mars 1959    | Eugène Hamon          |           | Gérant de coopérative agricole                        |
| mars 1959                                | juillet 1990 | Louis de Villeblanche | DVD       | Ancien représentant Président du SIVOM Démissionnaire |
| septembre 1990                           | mars 2008    | Michel Bourdeau       | UMP       |                                                       |
| mars 2008                                | mars 2014    | André Marsac          | UMP       | Chef d'entreprise, ancien adjoint                     |
| mars 2014                                | mai 2020     | Philippe Macé         | DVD       |                                                       |
| mai 2020                                 | En cours     | Marie-Irène Bouin     | DVD       | Ancienne directrice générale des services             |

## Population et société

### Démographie
Selon le classement établi par l'Insee, Jans est une commune multipolarisée. Elle fait partie de la zone d'emploi de Nantes et du bassin de vie de Derval. Elle n'est intégrée dans aucune unité urbaine. Toujours selon l'Insee, en 2010, la répartition de la population sur le territoire de la commune était considérée comme « peu dense » : 85 % des habitants résidaient dans des zones « peu denses »  et 15 % dans des zones « très peu denses ».

#### Évolution démographique
L'évolution du nombre d'habitants est connue à travers les recensements de la population effectués dans la commune depuis 1793. Pour les communes de moins de 10 000 habitants, une enquête de recensement portant sur toute la population est réalisée tous les cinq ans, les populations de référence des années intermédiaires étant quant à elles estimées par interpolation ou extrapolation. Pour la commune, le premier recensement exhaustif entrant dans le cadre du nouveau dispositif a été réalisé en 2007.

En 2022, la commune comptait 1 381 habitants, en évolution de +2,91 % par rapport à 2016 (Loire-Atlantique : +6,68 %, France hors Mayotte : +2,11 %).
| 1793 | 1800 | 1806 | 1821  | 1831  | 1836 | 1841 | 1846  | 1851  |
| ---- | ---- | ---- | ----- | ----- | ---- | ---- | ----- | ----- |
| 797  | 801  | 897  | 1 044 | 1 025 | 991  | 973  | 1 088 | 1 200 |

| 1856  | 1861  | 1866  | 1872  | 1876  | 1881  | 1886  | 1891  | 1896  |
| ----- | ----- | ----- | ----- | ----- | ----- | ----- | ----- | ----- |
| 1 340 | 1 410 | 1 561 | 1 572 | 1 675 | 1 715 | 1 710 | 1 741 | 1 731 |

| 1901  | 1906  | 1911  | 1921  | 1926  | 1931  | 1936  | 1946  | 1954  |
| ----- | ----- | ----- | ----- | ----- | ----- | ----- | ----- | ----- |
| 1 701 | 1 670 | 1 716 | 1 451 | 1 411 | 1 347 | 1 352 | 1 230 | 1 195 |

| 1962  | 1968  | 1975 | 1982  | 1990  | 1999 | 2006  | 2007  | 2012  |
| ----- | ----- | ---- | ----- | ----- | ---- | ----- | ----- | ----- |
| 1 145 | 1 076 | 991  | 1 023 | 1 041 | 991  | 1 021 | 1 023 | 1 226 |

| 2017  | 2022  | - | - | - | - | - | - | - |
| ----- | ----- | - | - | - | - | - | - | - |
| 1 370 | 1 381 | - | - | - | - | - | - | - |

#### Pyramide des âges
La population de la commune est relativement jeune.
En 2018, le taux de personnes d'un âge inférieur à 30 ans s'élève à 39,7 %, soit au-dessus de la moyenne départementale (37,3 %). À l'inverse, le taux de personnes d'âge supérieur à 60 ans est de 19,0 % la même année, alors qu'il est de 23,8 % au niveau départemental.
En 2018, la commune comptait 731 hommes pour 647 femmes, soit un taux de 53,05 % d'hommes, largement supérieur au taux départemental (48,58 %).
Les pyramides des âges de la commune et du département s'établissent comme suit.
| Hommes | Classe d’âge | Femmes |
| ------ | ------------ | ------ |
| 0,5    | 90 ou +      | 0,6    |
| 4,1    | 75-89 ans    | 7,1    |
| 13,2   | 60-74 ans    | 12,5   |
| 18,1   | 45-59 ans    | 16,3   |
| 23,6   | 30-44 ans    | 24,8   |
| 14,7   | 15-29 ans    | 14,6   |
| 25,8   | 0-14 ans     | 24,1   |

| Hommes | Classe d’âge | Femmes |
| ------ | ------------ | ------ |
| 0,6    | 90 ou +      | 1,8    |
| 6      | 75-89 ans    | 8,6    |
| 15,1   | 60-74 ans    | 16,4   |
| 19,4   | 45-59 ans    | 18,8   |
| 20,1   | 30-44 ans    | 19,3   |
| 19,2   | 15-29 ans    | 17,4   |
| 19,5   | 0-14 ans     | 17,6   |

## Culture locale et patrimoine

### Personnalités liées à la commune
- Annie Rialland (1948-), linguiste française, est née à Jans.